# Alpha Reticuli

Alpha Reticuli is de alpha ster in het sterrenbeeld Net (Reticulum)

Alpa Reticuli is met de magnitude van 3,35 de helderste ster in het sterrenbeeld Net. De ster is niet te zien vanuit de Benelux. De afstand van de ster is 160,3 lichtjaar.